# Mount & Blade II: Bannerlord
Mount & Blade II: Bannerlord es un videojuego de rol de acción y estrategia desarrollado por TaleWorlds Entertainment. Es una precuela de Mount & Blade: Warband, un paquete de expansión independiente para el juego de 2008 Mount & Blade. Bannerlord se desarrolla 210 años antes que su predecesor, con un escenario inspirado en el período de las grandes migraciones. Bannerlord fue anunciado en 2012. A finales de 2016 se creó una página de Steam para el juego; al año siguiente, TaleWorlds comenzó a publicar semanalmente diarios de desarrolladores en los que se detallaban los elementos del juego. El 30 de marzo de 2020 se lanzó una versión de acceso anticipado del juego, que rápidamente se convirtió en el mayor lanzamiento del año en Steam, logrando más de 200.000 jugadores simultáneos.

## Jugabilidad
Mount & Blade II: Bannerlord es un juego de rol de acción y estrategia. Comparte la premisa fundamental del juego con sus precedentes: el jugador forma un grupo de soldados y realiza misiones sobre un mapa de campaña, con batallas que permiten al jugador entrar personalmente en combate junto a sus tropas. Bannerlord, sin embargo, incluye mejoras significativas en numerosos elementos del juego.

### Asedios
Los asedios en Bannerlord están pensados para ser más estratégicos que en Warband. El jugador puede construir una variedad de diferentes armas de asedio y posicionarlas estratégicamente antes de que comience la batalla para apuntar a ciertas secciones de las fortificaciones enemigas. En el mapa de campaña aéreo, el jugador puede elegir bombardear las murallas, posiblemente creando brechas que pueden ser usadas una vez que la batalla comience. Para desalentar los bombardeos prolongados en el mapa de la batalla, solo las almenas, los portones y las máquinas de asedio serán destruibles durante la batalla real. El diseño de los castillos y ciudades que se defienden está pensado para favorecer a los defensores; por ejemplo, los matacanes suelen estar situados en puntos clave de estrangulamiento, lo que permite a los defensores masacrar a un gran número de los atacantes antes de que puedan abrir las puertas.

### Personajes
Bannerlord presenta numerosos cambios en las relaciones entre los personajes. Cuenta con un sistema de diálogo más avanzado para intentar persuadir a los personajes no jugadores a hacer las cosas que el jugador quiera. Al conversar con un personaje, el jugador tendrá que rellenar una barra de progreso empujando con éxito sus argumentos: si la barra se rellena, el personaje cederá ante el jugador. Si el personaje no cede solo ante el encanto, el jugador puede emplear el sistema de trueque del juego para tratar de sobornar al personaje. Este sistema también se utiliza para las transacciones regulares entre el jugador y los comerciantes. Si el jugador falla repetidamente en su intento de persuadir al personaje, un trato puede resultar imposible y la relación entre ellos puede verse afectada negativamente. El sistema de persuasión también puede utilizarse para cortejar y casar a los personajes. Mientras que Warband permitía a los personajes casarse, el jugador también puede tener hijos con su cónyuge en Bannerlord. Si el personaje del jugador muere, uno de sus hijos puede heredar sus soldados y feudo y convertirse en el nuevo personaje del jugador.

### Modo multijugador
Bannerlord, al igual que Warband, tiene un modo multijugador que permite a los jugadores entrar en combate entre sí a través de una variedad de mapas y modos de juego. Al igual que en Warband, el multijugador de Bannerlord se limitará a las batallas y estará separado de la campaña, aunque los desarrolladores han expresado su interés en añadir un multijugador a la campaña a través de contenido descargable posterior al lanzamiento. Bannerlord utiliza un sistema de clases que permite a los jugadores elegir el tipo de soldado con el que quieren jugar. Las clases se dividen en tres categorías: infantería, a distancia y caballería. Cada clase tiene ventajas y desventajas que reciben la influencia de su facción. Los jugadores seleccionan las clases usando un sistema de puntos, que reemplaza el sistema de dinero de Warband.

## Historia

### Escenario
Mount & Blade II: Bannerlord tiene lugar en el continente ficticio de Calradia, 210 años antes de Mount & Blade: Warband, durante la decadencia del Imperio calrádico y la formación de los predecesores de las facciones que aparecen en Warband. La caída del Imperio calrádico es análoga a la caída del Imperio Romano durante el Período de las grandes migraciones y la formación de los reinos de Oriente medio, África del norte y la Europa de la Alta Edad Media. Las armaduras, vestimentas, armas y arquitectura de cada facción se inspiran en sus homólogos del mundo real del 600 al 1100 D.C.

### Facciones
Bannerlord incluye ocho facciones o reinos principales, cada uno compuesto por varios clanes y facciones menores en competencia con sus propios objetivos. El Imperio calrádico, basado en Grecia, Roma y Bizancio, poseía en su día la mayor parte de Calradia, aunque desde entonces se ha visto debilitado por las invasiones de otros pueblos y el inicio de una guerra civil a tres bandas. La facción calrádica del norte cree que el senado debería elegir al emperador, la facción calrádica del sur cree que la viuda del emperador más reciente debería convertirse en emperatriz, y la facción calrádica occidental cree que los militares deberían elegir al emperador. Todas las facciones calrádicas utilizan un equilibrio de caballería pesada (incluyendo catafractos), lanceros y arqueros. Los vlandianos son un pueblo feudal especializado en la caballería pesada. Se basan en los reinos medievales de Europa occidental, en particular los normandos. Los esturgianos, situados en los bosques del norte, se especializan en la infantería y se inspiran principalmente en la Rus'. Los aserai del desierto meridional son expertos en tácticas tanto de caballería como de infantería y se basan en los árabes preislámicos. Los khuzait, un pueblo nómada que habita en la estepa oriental y se especializa en la arquería montada, se basan en los mongoles y los turcos. Los Battanianos habitan los bosques centrales de Calradia y se basan en los celtas; se especializan en emboscadas y en la guerra de guerrillas.

## Desarrollo
En septiembre de 2012, TaleWorlds Entertainment anunció que el juego estaba en desarrollo y lanzó un avance del mismo.
Los gráficos del juego han mejorado significativamente respecto a su predecesor, Mount & Blade: Warband, con mejores sombreados y modelos de mayor detalle. Las animaciones de los personajes se crean utilizando tecnología de captura de movimiento y las animaciones faciales también se actualizarán para mejorar la representación de las emociones.
En marzo de 2016, se mostraron unos 40 minutos de juego en el evento PC Gamer Weekender. En octubre de ese año, TaleWorlds hizo una página de Bannerlord Steam.
En junio de 2017, se mostraron 13 minutos de juego en el E3 2017. Ese mismo año, TaleWorlds comenzó a publicar semanalmente los diarios de los desarrolladores. Estos diarios dan información sobre diferentes aspectos del juego. Anteriormente, los diarios solo se habían publicado unas pocas veces al año.
En la Gamescom 2018, TaleWorlds presentó una demo jugable del juego y lanzó un nuevo tráiler. En un diario de desarrollo en 2019, el equipo de TaleWorlds confirmó que tenían la intención de tener una beta cerrada para Bannerlord en algún momento del futuro. Sin embargo, no se dio ninguna información sobre cuándo podría tener lugar la beta.
El 20 de agosto de 2019, TaleWorlds publicó un tráiler anunciando planes para el lanzamiento de una versión de acceso temprano del juego en marzo de 2020.

## Recepción
En su temprano lanzamiento de acceso, Bannerlord se convirtió en el mayor lanzamiento del año hasta ese momento en Steam, logrando más de 170 .000 jugadores simultáneos.
Mientras que todavía en el acceso temprano, Chris Bratt, escribiendo para Eurogamer, dio una reseña positiva al juego en un artículo titulado «Bannerlord» is janky as hell, but I absolutely love it. Escribe que «Bannerlord puede no estar terminado y sospecho que no lo estará por mucho tiempo. Puede ser repetitivo e injusto, muchos de sus sistemas no están listos todavía y no es raro ver el juego estrellarse o que te encuentres con algún bug extraño en el camino. Pero al mismo tiempo, a pesar de todo eso, es muy divertido».
Fraser Brown de PC Gamer comparte sentimientos similares en un artículo titulado No está terminado, sigue siendo un desastre, pero es brillante de todos modos.
En una reseña de Kotaku, Ethan Gach también se hace eco de la incompleta, pero agradable jugabilidad. Escribe que «La acción es torpe, el mundo es feo [...] y como es un juego de acceso anticipado, todavía está lejos de ser completamente desarrollado. Y aún así, después de pasar varias horas con el juego, me ha convencido completamente».